# Мамонов (посёлок)
Мамонов — поселок в Почепском районе Брянской области в составе Речицкого сельского поселения.

## География
Находится в центральной части Брянской области на расстоянии приблизительно 4 км на запад-юго-запад по прямой от районного центра города Почеп.

## История
Упоминался с 1930-х годов. Действовал колхоз «Совет». На карте 1941 года отмечен как поселок с 16 дворами.

## Население
Численность населения: 17 человек (русские 100 %) в 2002 году, 5 в 2010.